# Lago Dianshan
El lago Dianshan (en chino, 淀山湖; pinyin, Diànshān hú; literalmente, ‘lago de montaña poco profundo’) también conocido como lago Xiēdiàn (薛淀, 'lago ajenjo'), es un lago de agua dulce natural (el mayor de la municipalidad con 62 km²), situado en el oeste de Zhu Jiajiao, en Qingpu, distrito de Shanghái en China. Su desagüe forma el río Huangpu que abastece a toda la ciudad. Es el único lago natural de la zona, formado por el lago tai que a su vez forma parte del río Yangtze. Abreviatura de uso frecuente para el lago ,es el lago Dian (淀, que significa 'lago de agua dulce').